# Vilafòrt (Losera)
Vilafòrt (en francès Villefort) és un municipi francès situat al departament del Losera i a la regió d'Occitània.